# 21358 Mijerbarany
21358 Mijerbarany è un asteroide della fascia principale. Scoperto nel 1997, presenta un'orbita caratterizzata da un semiasse maggiore pari a 2,7467964 UA e da un'eccentricità di 0,0542956, inclinata di 1,43650° rispetto all'eclittica.